# 拉马内尔
拉马内尔（法語：Lamanère，法語發音：[lamanɛʁ] ⓘ）是法国东比利牛斯省的一个市镇，也是法国大陆部分最南端的市镇，属于塞雷区。

## 地理
拉马内尔（42°21'37"N, 2°31'13"E）面积23.83 平方千米，位于法国奧克西塔尼大區东比利牛斯省，该省份为法国大陆部分最南部的省份，涵盖了北加泰罗尼亚，北起奥德省，西接阿列日省和安道尔，南与西班牙接壤，东临地中海。
与拉马内尔接壤的市镇（或旧市镇、城区）包括：阿尔瓦尼亚、坎普罗东、蒙塔古特-奥奇、塞拉隆格、普拉茨德莫约-拉普雷斯特。
拉马内尔的时区为UTC+01:00、UTC+02:00（夏令时）。

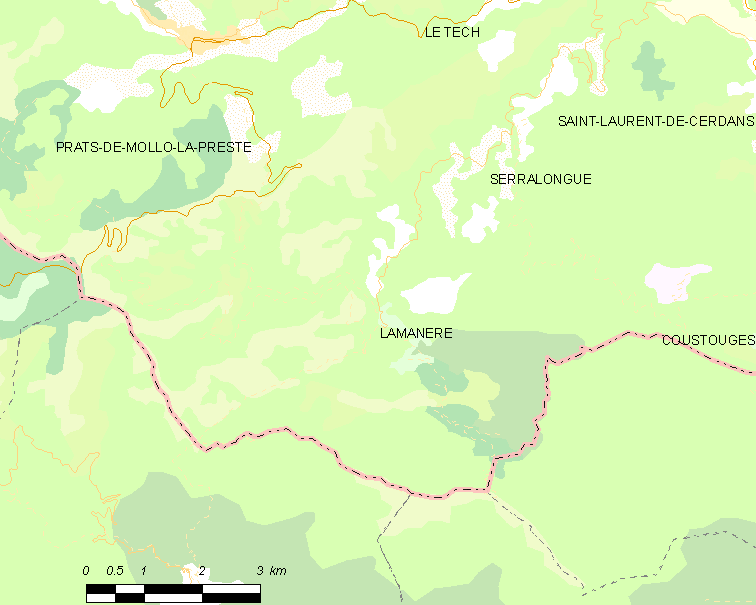
拉马内尔的OSM定位图

## 行政
拉马内尔的邮政编码为66230，INSEE市镇编码为66091。

## 政治
拉马内尔所属的省级选区为勒卡尼古县。

## 人口

1962-2008年间拉马内尔人口变化图示

拉马内尔于2022年1月1日时的人口数量为54人。